# Lengatz

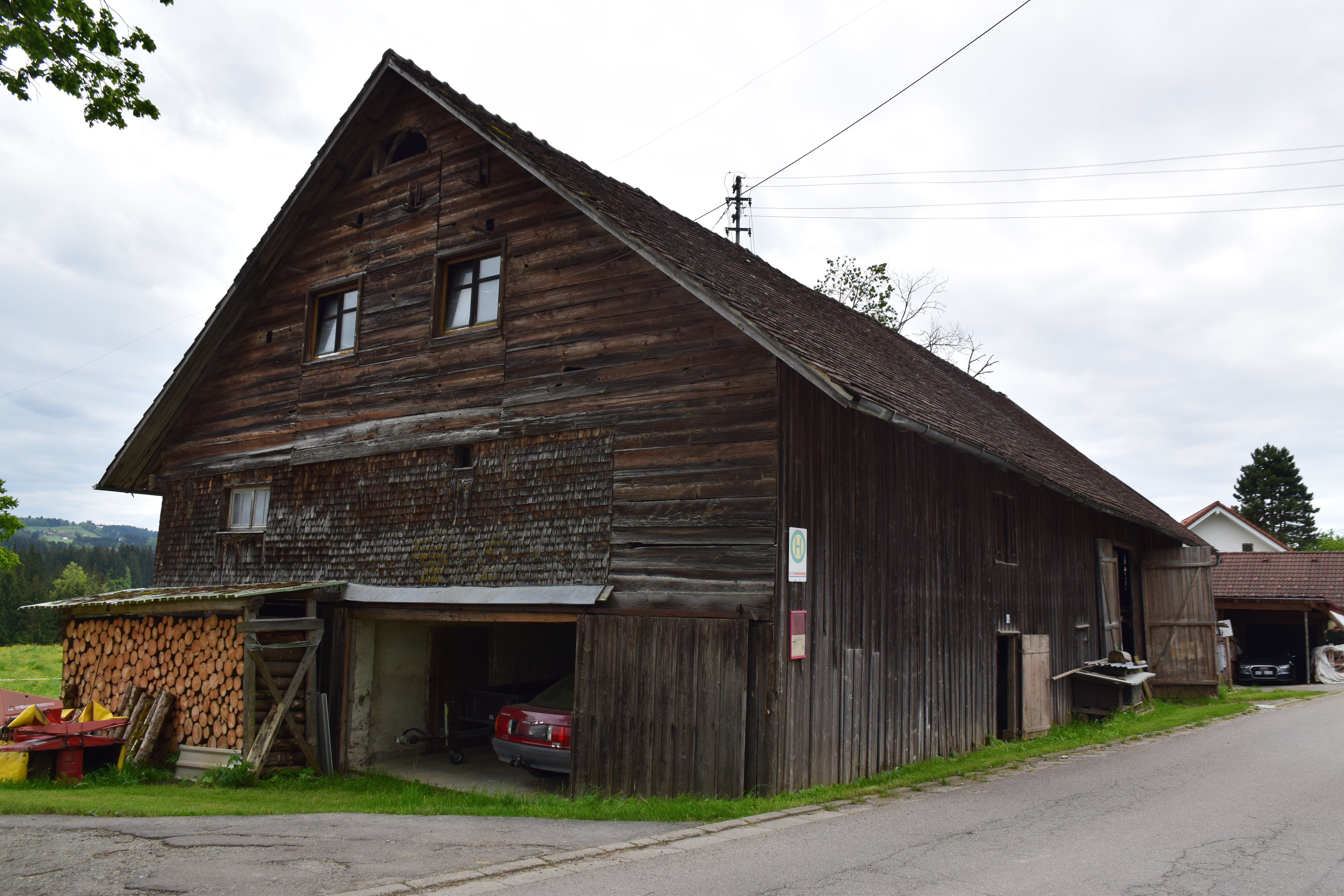
Baudenkmal in Lengatz, erbaut um 1725

Lengatz (westallgäuerisch: ts Lengats dob) ist ein Gemeindeteil der Gemeinde Hergatz im bayerisch-schwäbischen Landkreis Lindau (Bodensee).

## Geographie
Das Dorf liegt circa fünf Kilometer östlich des Hauptorts Hergatz und es zählt zur Region Westallgäu. Südlich der Ortschaft befindet sich der Lengatzer Tobel, durch den die Gemeindegrenze zu Heimenkirch verläuft.

## Ortsname
Der Ortsname stammte vom Familiennamen Lenger und bedeutet (Ansiedlung) des Lenger. Eine andere Theorie bezieht sich auf den Personennamen Landger.

## Geschichte
Lengatz wurde erstmals urkundlich im Jahr 1414 mit Elsa die Hyppin vom Lenggerz erwähnt. 1617 wurden sechs Häuser in Lengatz gezählt. Der Ort gehörte einst zur Reichsstadt Wangen. 1779 fand die Vereinödung des Orts statt.

## Baudenkmäler
Siehe: Liste der Baudenkmäler in Lengatz